# Mansfieldita
La mansfieldita és un mineral de la classe dels fosfats que pertany al grup de la variscita. Rep el nom en honor de George R. Mansfield (1875-1947), geòleg nord-americà del Servei Geològic dels Estats Units.

## Característiques
La mansfieldita és un arsenat de fórmula química AlAsO₄·2H₂O. Cristal·litza en el sistema ortoròmbic. La seva duresa a l'escala de Mohs es troba entre 3,5 i 4.
Segons la classificació de Nickel-Strunz, la mansfieldita pertany a «08.CD: Fosfats sense anions addicionals, amb H₂O, només amb cations de mida mitjana, amb proporció RO₄:H₂O = 1:2» juntament amb els següents minerals: kolbeckita, metavariscita, fosfosiderita, escorodita, strengita, variscita, yanomamita, parascorodita, ludlamita, sterlinghil·lita i rollandita.

## Formació i jaciments
Va ser descoberta a Hobart Butte, dins el districte miner de Black Butte, al comtat de Lane (Oregon, Estats Units), on es troba associada a altres minerals com l'escorodita, el realgar o la caolinita. Tot i tractar-se d'una espècie no gaire habitual ha estat descrita en tots els continents del planeta a excepció de l'Antàrtida.